# Операция «Атлант»
Операция «Атлант» (фр. Opération Atlante) — французская военная операция во время войны в Индокитае. Она началась 20 января 1954 года и закончилось в марте этого же года. Целью операции было уничтожение партизанских структур Вьетминя на значительной части центрального Вьетнама с использованием преимущественно местных войск. Операция дала очень мало результатов и подорвала веру французов в военную эффективность зарождающегося вьетнамского государства, их сателлита.

## План операции
Операция состояла из трёх этапов: «Аретюз», «Аксель» и «Аттила». Командующий французской армией во Вьетнаме генерал Анри Наварр планировал шестимесячное наступление. Он задействовал 53 батальона французской и только что сформированной вьетнамской пехоты, а также артиллерию, в попытке заманить в ловушку 30 000 солдат Вьетминя, которые скрывались среди 2 000 000 местных жителей в болотистых лагунах между Данангом и Нячангом на юге Вьетнама. В зависимости от хода операции части должны были получить массированную поддержку со стороны ВВС, ВМФ и десантников. Цель состояла в том, чтобы усмирить местное население и восстановить власть правительства Бао-дай-де.

## Ход операции
Начальный этап (Аретюз) состоял из четырех недель высадки французских десантных сил на побережье с 20 по 29 января. Затем последовал этап Аксель с восьминедельным подкреплением.
Аттила, задуманный как двухмесячный этап, во время которого все французские силы разобьют Вьетминь, стал невозможным в марте, поскольку французские потери росли из-за снайперов и мин. Тем временем нападения Вьетминя в горной местности отвлекли внимание французов. Французы столкнулись с упорными арьергардными боями противника за каждую деревню, в то время как основные силы Вьетминя оставались неуловимыми. Вьетминю порой даже удавалось изолировать Плейку — стратегически важный пункт доступа к центральному нагорью, вынуждая таким образом французов с большими потерями развернуть там свои парашютные части.
Когда войска Во Нгуен Зиапа начали наносить ответные удары, а Вьетнамская национальная армия оказалось мало боеспособной, это вынудило французов закончить операцию. Позже Наварр объявил успешными этапы Аретюз и Аксель, и не успешным Аттилу.

## Оценка
Операция привлекла большое внимание французского командования. Поведение войск Государства Вьетнам побудило начальника штаба обороны Франции Поля Эли прокомментировать: «Теперь ясно, что, каким бы скептическим я ни был, когда мсье Плевен спросил моё мнение о возможности того, что вьетнамцы вновь переживут нас в краткосрочной перспективе, я все же был слишком оптимистичный. Они не в состоянии сделать что-либо серьёзное в течение нескольких лет». Это было первое серьёзное испытание правительственных войск в боевых действиях. Начальник штаба ВВС генерал Фэй писал: «Было бы лучше, если бы мы последовательно концентрировали максимум бомбардировок в одном-двух пунктах и обеспечивали почти постоянное перерезание маршрута в этих пунктах, препятствуя ремонтным работам». Наварр подвергся критике за то, что сосредоточил всё своё внимание на Атланте, в то время когда судьба войны решалась в Дьенбьенфу. Историк Мартин Виндроу не согласен с таким утверждением.